# Tu Și Eu
Tu Și Eu  este un single al trupei Carla's Dreams în colaborare cu cântăreața Inna lansat pe 25 aprilie 2017. Aceasta este a doua colaborare dintre cei doi artiști după piesa din 2013 P.O.H.U.I.
Melodia a fost scrisă de trupă, iar de producție s-a ocupat Alex Cotoi.
Piesa a fost lansată ca parte a unei campanii a supermarketului Lidl și vorbește despre o poveste de dragoste ce prezintă tineri și adolescenți în fiorul primei iubiri. Melodia a avut un succes moderat în topurile muzicale din România.

## Videoclip
Videoclipul a fost lansat în aceeași zi cu melodia și a fost regizat de Roman Burlaca. Filmările au avut loc în București și Chișinău și prezintă povestea dintre doi îndrăgostiți care se cunosc din copilărie, evoluând spre adolescență și apoi maturitate,pentru a întemeia propria familie. Aceste scene sunt intersectate cu altele în care ne sunt prezentați solistul trupei Carla's Dreams și Inna care se află într-o sufragerie și cântă melodia. Clipul a fost postat pe canalul de YouTube al trupei și avea în septembrie 2020 peste 37.000.000 de vizualizări.

## Clasamente
| Țară (clasament)    | Poziția maximă |
| ------------------- | -------------- |
| Airplay Top 100     | 53             |
| MediaForest (radio) | 10             |